# Карпаш Олег Михайлович
Олег Михайлович Ка́рпаш (нар. 09 січня 1949, м. Тлумач Станіславська, нині Івано-Франківська область)  — гірничий інженер-електромеханік. Доктор технічних наук, професор. Заслужений діяч науки і техніки України . Лауреат Державної премії України в галузі науки і техніки, заслужений працівник газової промисловості України, академік Української нафтогазової академії та міжнародної академії стандартизації, член Наукового товариства ім. Шевченка, віце-президент Українського товариства з неруйнівного контролю та технічної діагностики, кавалер ордена «За заслуги» III ступеня, занесений до «Золотої книги України — 2000».

## Життєпис
Розпочав наукову діяльність у науково-дослідних і дослідно-впровадницьких організаціях: Укрдіпронафта (м. Дрогобич), Івано-Франківський відділ ВНДІТнафта (м. Самара), СКТБ «Надра».
1990–2000 р. — директор наукової фірми «Зонд» (м. Івано-Франківськ).
2001 р. — проректор із наукової роботи Івано-Франківського національного технічного університету нафти і газу.
Заступник головного редактора фахових видань: науково-технічних журналів «Нафтогазова енергетика», «Розвідка та розробка нафтових і газових родовищ», «Науковий вісник ІФНТУНГ», член редколегії журналу «Технічна діагностика та неруйнівний контроль», «Методи і прилади контролю якості», «Ринок інсталяцій», «Machinery technology, Materials» (Болгарія), Journal of Hydrocarbons Mines and Environmental Research (Франція), віце-президент Українського товариства з неруйнівного контролю і технічної діагностики.
Учасник Міжнародних проектів транскордонної співпраці у науково-освітній сфері Європейського Союзу TEMPUS. Рамкової програми ЄС з досліджень та інновацій «Горизонт 2020», «QASERD», INOGATE і виступає партнером проекту «Development of a network for the cooperation promotion of Renewable Energy Sources» (Розвиток мережі для співпраці і поширення відновлювальних джерел енергії — BUS OZE). Результатом виконання проекту стало розроблення Плану дій сталого енергетичного розвитку м. Івано-Франківська до 2020 року.
Кандидатська дисертація «Підвищення роботоздатності бурильних труб з конічними стабілізуючими поясками» (1983 р.), докторська дисертація «Методи і засоби забезпечення роботоздатності трубних колон» (1996 р.).
У творчому доробку майже 400 публікацій, у тому числі в науково метричних виданнях, понад 50 авторських свідоцтв і патентів, 4 монографії, 10 навчальних підручників, 41 нормативний документ.
Основним напрямком наукових робіт ученого є дослідження та розроблення нових методів та технологій визначення фактичного технічного стану металоконструкій довготривалої експлуатації, а також складу технологічних рідин і газів, зокрема, теплоти згорання природного газу.
Сформував власну наукову школу «Методи та засоби забезпечення технологічної безпеки обладнання, споруд і конструкцій довготривалої експлуатації», під його керівництвом захищено 3 докторських та 17 кандидатських дисертацій.

## Відзнаки та нагороди
- 1999 р. «Заслужений працівник газової промисловості».
- Рішенням Міжнародного фонду підтримки соціальних ініціатив в Україні ім. І. Мазепи за поданням Української Асоціації якості занесений в «Золоту Книгу України-2000».
- 2001 р. Заслужений діяч науки і техніки України[4].
- 2006 р. Лауреат Державної премії в галузі науки і техніки.
- 2010 р. Орден «За заслуги» (Україна) ІІІ ступеня[5].